# Campino
Andreas Frege (Düsseldorf, 22 de junio de 1962), más conocido como "Campino", es un cantante, compositor y actor alemán. Es popular por ser el líder de la banda punk-rock de culto alemana Die Toten Hosen. Fue votado por los espectadores del programa de la ZDF Unsere Besten — Wer ist der größte Deutsche? como uno de los cien alemanes más importantes de todos los tiempos.

## Biografía

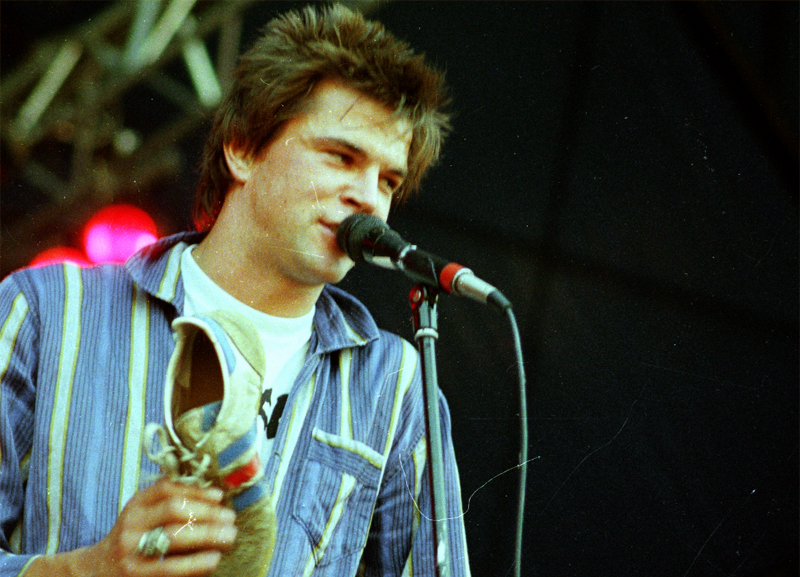
Campino en Múnich, 1987.

El abuelo de Campino, Ludwig Frege, fue un importante jurista que llegó a presidente de la Corte Federal Administrativa (Bundesverwaltungsgericht) y sus padres un juez y una profesora inglesa, hecho por el cual tuvo una educación bilingüe. Uno de sus cinco hermanos, doce años mayor que él, fue quien le introduciría más tarde en la música punk.
A la edad de dos años se mudó con sus padres a Mettmann. Allí cursó estudios durante un año en el instituto Heinrich Heine, tras lo cual se trasladó al Humboldt de Düsseldorf, donde sus compañeros de clase comenzaron a apodarle "Campino", nombre de un tipo de caramelos. Repitió curso en dos ocasiones, gracias a lo cual conoció a Michael Breitkopf, otro de los miembros fundadores de Die Toten Hosen. Ambos se examinaron del Abitur en 1983. Cumplió ocho meses de servicio militar en la Bundeswehr hasta que se declaró objetor de conciencia. El tiempo que le faltaba lo cumplió de servicio civil junto a Breitkopf en un psiquiátrico del barrio de Grafenberg (Düsseldorf). Entre 1977 y 1982 fue el cantante de la banda de punk ZK. Tras la disolución de esta, fundó Die Toten Hosen con Andreas von Holst, Michael Breitkopf, Andreas Meurer, Trini Trimpop y Walter November. Además de cantar, Campino compone la mayor parte de las letras de la banda renana.
Como actor, comenzó con dos papeles secundarios, en el drama televisivo Verlierer (1986) y en la serie policiaca Der Fahnder (1992). Ese mismo año interpretó el papel protagonista de la comedia Langer Samstag, de Hanns Christian Müller. En 2006 debutó en el teatro con el papel de Mackie Messer en una adaptación de La ópera de los tres centavos de Bertolt Brecht dirigida por Klaus Maria Brandauer. En 2008 ha sido protagonista del filme de Wim Wenders Palermo Shooting.
En algunas ocasiones, Campino ha llevado a cabo labores periodísticas. En 1994, Der Spiegel publicó una entrevista del cantante a la entonces ministra Angela Merkel, en la que le preguntaba sobre sus experiencias con las drogas y el alcohol. Otras personalidades a las que ha entrevistado son Paul McCartney, Joe Strummer (cantante de The Clash) y Joey Ramone.
Tiene un hijo en común con la actriz germano-polaca Karina Krawczyk.

## Dedicatorias de canciones

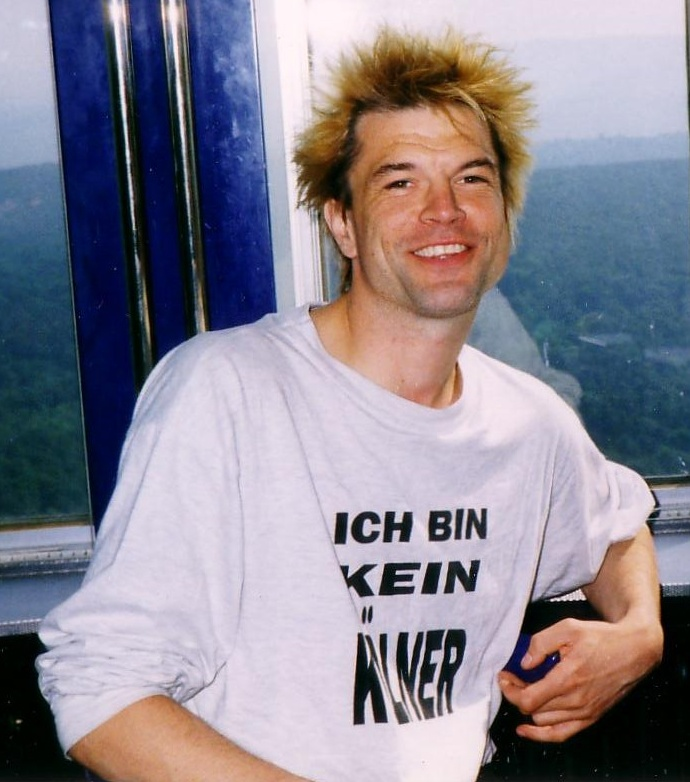
Campino en 1997 con una camiseta que reza "Yo no soy de Colonia", ciudad que mantiene cierta rivalidad con la vecina Düsseldorf.

Campino compuso la canción Alles ist eins, contenida en el sencillo Pushed again, en memoria de Rieke Lax, una joven neerlandesa que falleció durante el concierto número 1000 que ofrecieron los Toten Hosen en el Rheinstadion de Düsseldorf. El tema Nur zu Besuch trata sobre la muerte de su madre. Del mismo modo, Unser Haus habla sobre la niñez de Campino y el fallecimiento de su padre. Tras la muerte de sus progenitores, en ambos casos debida al cáncer de colon, Campino ha tomado parte en diversas campañas de concienciación, con el objetivo de fomentar la detección precoz de dicha enfermedad.

## Polémicas
Personaje controvertido, Campino ha tenido roces de diversa consideración con varios artistas, como Die Ärzte, Die Krupps o Rammstein. En julio de 2005 atrajo la atención pública por unas declaraciones relativas al concierto benéfico del Live 8 que tuvo lugar en Berlín. Según datos de los organizadores, acudieron cerca de 200.000 personas que, como en la Love Parade, se reunieron en el Tiergarten. Muchos sólo pudieron ver lo que sucedía en el escenario a través de las ocho pantallas gigantes que se colocaron. Campino hizo el siguiente comentario al respecto:

«Celebrar un evento que conmociona al mundo como Live 8 en una callejuela de 24 metros de ancho y no hacerlo en la gran plaza de la Siegessäule es todo un patinazo [...] Cualquiera de los recintos multifuncionales de nuestra gira tenía más espacio para el público.»

 En este contexto, calificó de idiota al alcalde de Berlín Klaus Wowereit, del SPD. Luego se negó a disculparse personalmente.

## Discografía

### Con ZK
- 1981: Eddie’s Salon
- 1982: Leichen pflasterten ihren Weg (en directo)
- 1996: Auf der Suche nach dem heiligen Gral

### Con Die Toten Hosen
(sólo los discos de estudio)
- 1983: Opel-Gang
- 1984: Unter falscher Flagge
- 1986: Damenwahl
- 1988: Ein kleines bisschen Horrorschau
- 1990: Auf dem Kreuzzug ins Glück
- 1991: Learning English Lesson One
- 1993: Kauf MICH!
- 1996: Opium fürs Volk
- 1999: Unsterblich
- 2002: Auswärtsspiel
- 2004: Zurück zum Glück
- 2008: In aller Stille
- 2012: Ballast Der Republik
- 2017: Laune Der Natur

### Discografía como artista invitado

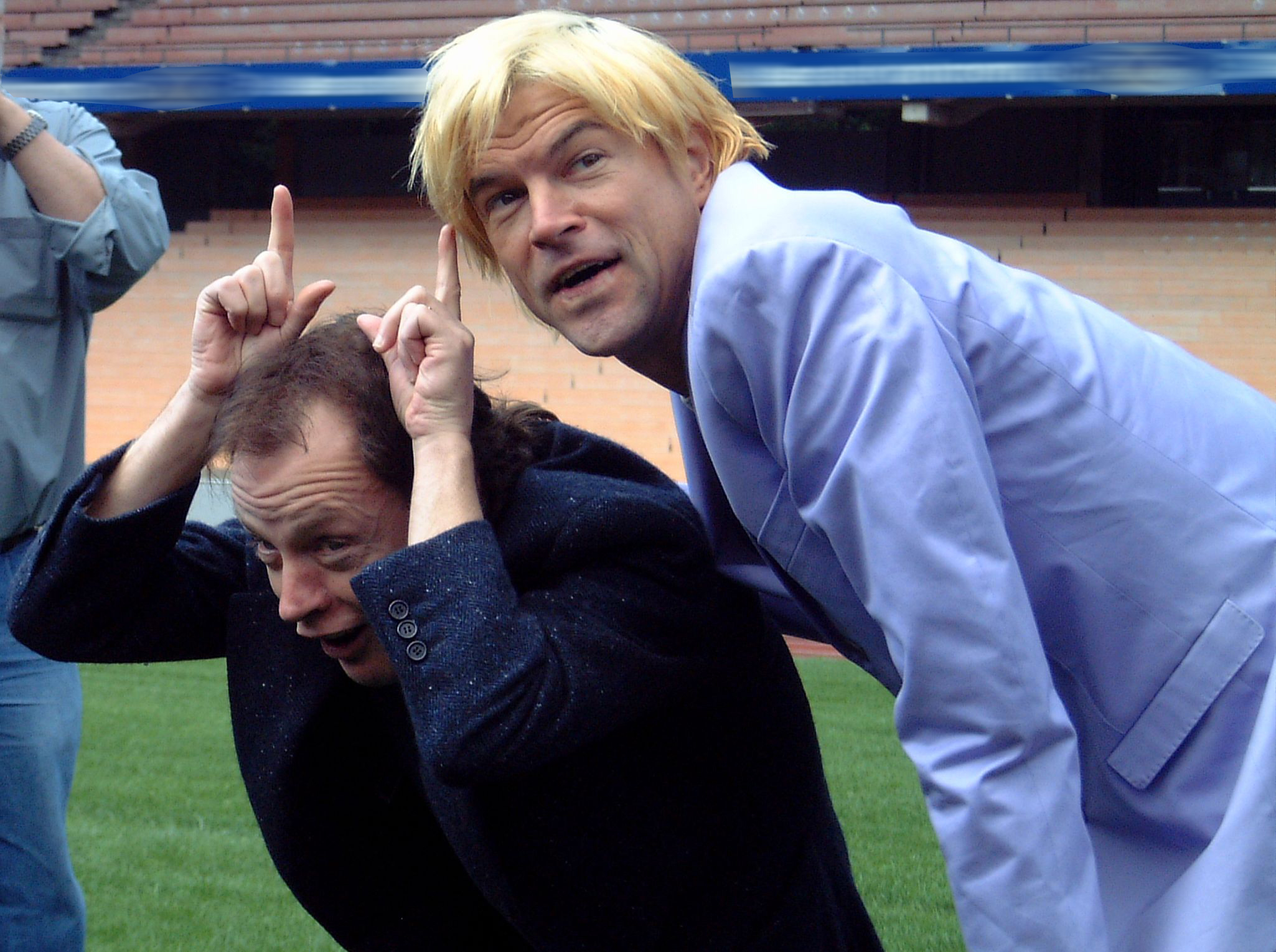
Campino con Angus Young en 2001.

En las siguientes obras Campino ha cantado al margen de Die Toten Hosen.
- 1988: Álbum Wild Times Again de The Lurkers (Reino Unido).
- 1993: Álbum Bajo otra bandera de Pilsen (Argentina),[13] en la canción Caramba, carajo, ein Whisky y "Ella saltó por la ventana".
- 1996: Álbum Honest John Plain & Friends, disco homenaje a Honest John Plain, cantante de The Boys; canciones Thinking of You, Song for Me y Marlene.[14]
- 1997: Álbum Power Cut de The Boys (Reino Unido).[15]
- 1998: Sencillo Raise your Voice de Bad Religion (Estados Unidos).[16]
- 2003: Álbum En vivo y ruidoso II de Los Violadores (Argentina), canción Viva la Revolution.[17]
- 2006: Álbum 26 1/2 de Fehlfarben (Alemania), canción Paul ist tot.[18]
- 2006: Álbum A Foot Full Of Bullets de Peter and the Test Tube Babies (Reino Unido), canción Smiling Through the Tears.
- 2007: Álbum La Vida… es un Ratico de Juanes (Colombia), canción Bandera de manos.
- 2009: Álbum Crisis de Motorama (Argentina), canción Do anything you wanna do.[19]
- 2010: Álbum Los Contrarios de Desorden Público (Venezuela), canción City of the Dead
- 2019: Álbum Triángulo de Fuerza de Attaque 77 (Argentina), canción Lobotomizado